# 데스 크루 카운슬
DCC / 데스 크루 카운슬(Death Count Council)은 TNA에서 활동하는 프로레슬링 악역 스테이블이다. 2016년 10월 20일에 TNA에 첫 등장한다. 처음에는 복면 가면을 쓰고 등장을 하는데... 10월 20일 TNA 임팩트에서는 트리뷰날으로 공격을 하고 다음날 10월 27일 TNA 임팩트에서 난입을 하면서 집중적으로 그라도, 라비 E만 구타를 하고 그리고 다음날 11월 3일 TNA 임팩트에서 또 난입을 하면서 하디 보이즈를 집중적으로 구타를 하면서 공격을 한다. 그리고... 마지막 11월 10일 TNA 임팩트 중에서... 경기가 끝난 후 에디를 공격하고 마스크 벗으며 모습을 드러낸다.
- 현재 멤버 : 제임스 스톰 & 브램 & 에디 킹스턴

## 레슬링
- 레슬링 기술

- - 제임스 스톰

- -     - 라스트 콜(슈퍼킥)

- - 브램

- -     - 리프팅 DDT

- - 에디 킹스턴

- -     - 래리어트

## 같이 보기
- TNA